# Saison 1929-1930 de la Juventus FC
Maillots
Chronologie
Saison précédente Saison suivante
La saison 1929-1930 du Foot-Ball Club Juventus est la vingt-huitième de l'histoire du club, créé trente-trois ans plus tôt en 1897.
Le club piémontais prend ici part à la 30e édition du championnat d'Italie de Serie A, premier championnat professionnel de l'histoire du football italien.

## Historique
Cette saison marque pour la Juventus présidée par Edoardo Agnelli, l'entrée dans une nouvelle, avec la première saison d'une compétition à poule unique, dans laquelle les turinois sont directement placés en première division (Serie A).

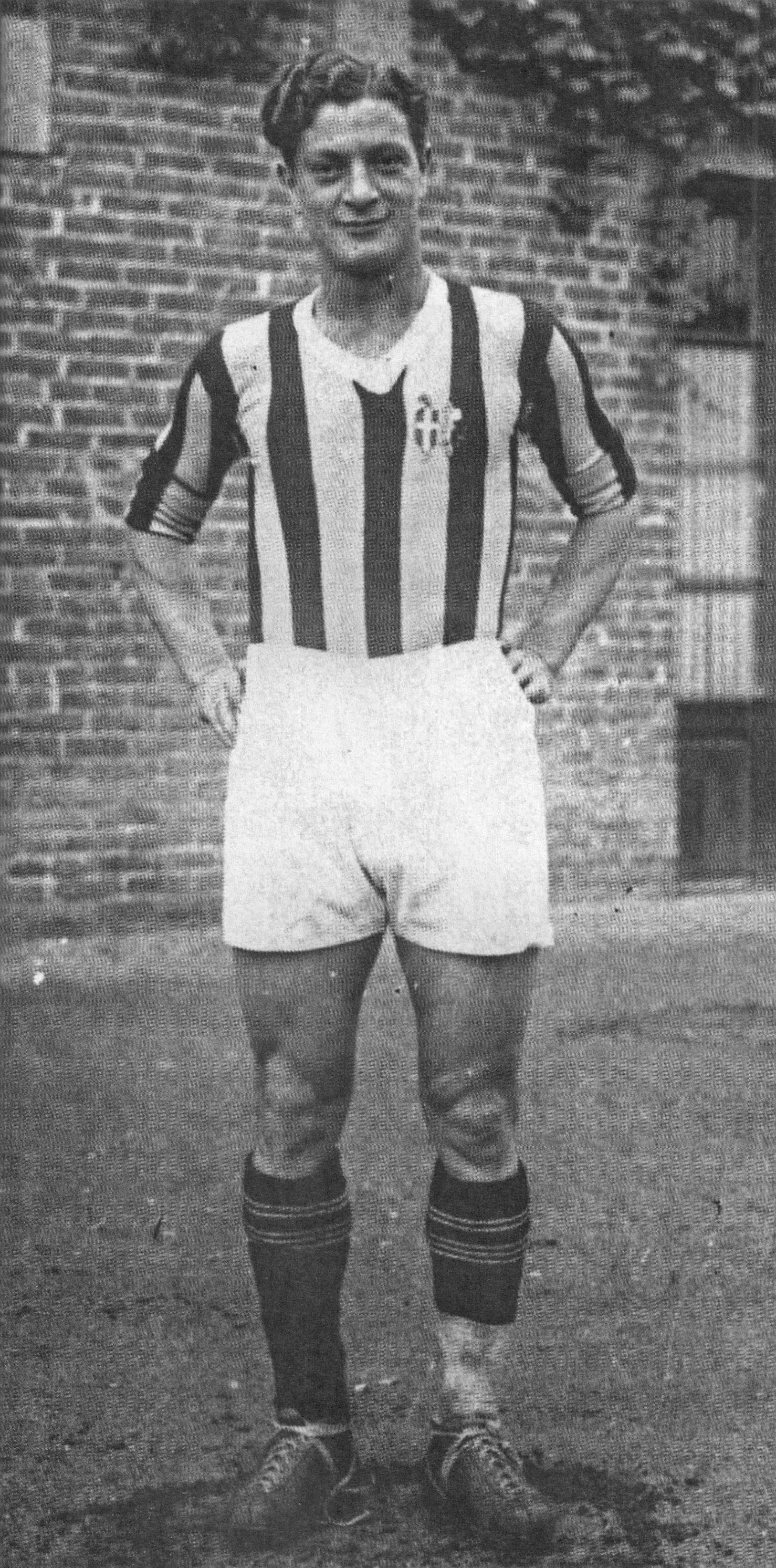
Le nouveau oriundo Renato Cesarini

Entraînée depuis la saison dernière par l'écossais Billy Aitken, la société juventina se renforce avec le défenseur Giovanni Varglien et le milieu Ferruccio Diena, mais surtout fait venir d'Argentine en son sein l'oriundo Renato Cesarini. Sur le front de l'attaque débarquent également dans l'effectif Giuseppe Gobetti, Alberto Merciai et Giovanni Zanni.
Au cours de cette saison, Carlo Bigatto donne son brassard au défenseur Virginio Rosetta qui devient le second capitaine de l'histoire du club.
Le dimanche 6 octobre 1929, la Juventus et ses deux oriundi ouvre sa première saison à poule unique au Campo di Corso Marsiglia en s'imposant 3-2 contre Naples (buts de Zoccola contre son camp, Munerati et Cevenini), puis remporte ensuite grosses victoires, un 5 buts à 1 contre Livourne la semaine d'après (grâce à des réalisations de Varglien, Orsi, Zanni (doublé) puis Munerati) puis un 6 buts à 1 lors de la 5e journée contre Pro Vercelli, sur un quadruplé de Munerati et des buts de Varglien et Orsi. Le 10 novembre, les bianconeri connaissent leur première défaite de la saison contre l'Alexandrie Calcio et terminent ensuite leur phase aller avec 3 victoires et 2 défaites. Lors du premier match de l'année 1930, le club juventino bat Triestina 1 à 0 à l'extérieur (réalisation d'Orsi) puis est défait pour la seconde fois lors d'une partie comptant pour la 15e journée à Padoue par 2-1 (malgré un but de Munerati). Deux semaines plus tard, pour le premier match de la phase retour, la Juve et Naples se séparent sur le score de 2 buts partout (avec des buts de Munerati et Orsi) mais manque ses deux rendez-vous milanais, avec une défaite 2-1 contre l'Ambrosiana-Inter à Turin (but bianconero de Della Valle) la 16e journée puis un nul un partout à Milan contre le Milan lors de la 26e journée du 4 mai (avec un but d'Orsi). Le FBC Juventus reperd son match retour sur le même score qu'à l'aller contre l'équipe de Trieste le 29 mai, avant de remporter un succès la semaine suivante contre le club de la capitale de l'AS Roma 2-1 grâce à Zanni et Cesarini. Les piémontais terminent leur saison à l'été 1930 avec 2 défaites et 2 victoires, et jouent leur dernier match à domicile le 6 juillet contre l'autre club romain de la Lazio, clôturant cette saison avec un succès 3-1 à Turin, grâce à Orsi, Gobetti et Vojak.

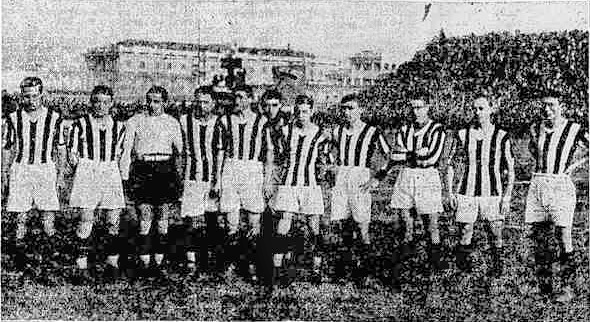
Les bianconeri de la saison

Avec 19 victoires pour sept matchs nuls et huit défaites, le Foot-Ball Club Juventus finit sa première saison de championnat professionnel avec 45 points, 5 de moins que le vainqueur milanais de l'Ambrosiana-Inter, et termine à la 3e place, plutôt encourageante dans un tournoi de plus en plus relevé et structuré.
À la fin de l'exercice choisit également de quitter le club l'entraîneur-joueur écossais Billy Aitken, dont certains joueurs étaient agacés des entraînements et de son système de jeu très physique et de ses méthodes d'entraînement fatigantes, (Aitken étant également las de ne pouvoir disputer que des matchs amicaux, les joueurs étrangers à l'époque n'étant pas autorisés à jouer en match officiel à cause des lois fascistes),.
Cette Juve là, régulière depuis son dernier titre, désormais mieux armée, et très solide à domicile, peut désormais prétendre à un troisième scudetto, premier en Serie A.

## Déroulement de la saison

### Résultats en championnat
- Phase aller

| dimanche 6 octobre 1929 1re journée | Juventus                                        | 3 - 2 | Naples           | Campo di Corso Marsiglia, Turin 15h00 Arbitre : Caironi |
| dimanche 6 octobre 1929 1re journée | Zoccola 10e (csc) · Munerati 65e · Cevenini 86e |       | 41e 53e Mihalich | Campo di Corso Marsiglia, Turin 15h00 Arbitre : Caironi |

| dimanche 13 octobre 1929 2e journée | Livourne      | 1 - 5 | Juventus                                               | Villa Chayes, Livourne 15h00 Arbitre : Dani |
| dimanche 13 octobre 1929 2e journée | Silvestri 79e |       | 21e Varglien · 64e Orsi · 67e 80e Zanni · 77e Munerati | Villa Chayes, Livourne 15h00 Arbitre : Dani |

| dimanche 20 octobre 1929 3e journée | Cremonese | 0 - 0 | Juventus | Stadio Giovanni Zini, Crémone 15h00 Arbitre : Giorgi |
| dimanche 20 octobre 1929 3e journée |           |       |          | Stadio Giovanni Zini, Crémone 15h00 Arbitre : Giorgi |

| dimanche 27 octobre 1929 4e journée | Juventus | 1 - 0 | Pro Patria | Campo di Corso Marsiglia, Turin 15h00 Arbitre : Scarpi |
| dimanche 27 octobre 1929 4e journée | Orsi 29e |       |            | Campo di Corso Marsiglia, Turin 15h00 Arbitre : Scarpi |

| dimanche 3 novembre 1929 5e journée | Juventus                                          | 6 - 1 | Pro Vercelli       | Campo di Corso Marsiglia, Turin 14h30 Arbitre : Turbiani |
| dimanche 3 novembre 1929 5e journée | Munerati 7e 49e 61e 80e · Varglien 58e · Orsi 73e |       | 81e (pen.) Zanello | Campo di Corso Marsiglia, Turin 14h30 Arbitre : Turbiani |

| dimanche 10 novembre 1929 6e journée | Alexandrie          | 1 - 0 | Juventus | Campo del Littorio, Italie 14h30 Arbitre : Caironi |
| dimanche 10 novembre 1929 6e journée | Caligaris 88e (csc) |       |          | Campo del Littorio, Italie 14h30 Arbitre : Caironi |

| dimanche 17 novembre 1929 7e journée | Juventus    | 1 - 0 | Modène | Campo di Corso Marsiglia, Turin 14h30 Arbitre : Bonello |
| dimanche 17 novembre 1929 7e journée | Caudera 63e |       |        | Campo di Corso Marsiglia, Turin 14h30 Arbitre : Bonello |

| dimanche 24 novembre 1929 8e journée | Torino | 0 - 0 | Juventus | Stadio Filadelfia, Turin 14h30 Arbitre : Lenti |
| dimanche 24 novembre 1929 8e journée |        |       |          | Stadio Filadelfia, Turin 14h30 Arbitre : Lenti |

| dimanche 8 décembre 1929 9e journée | Juventus                 | 3 - 1 | Milan      | Campo di Corso Marsiglia, Turin 14h30 Arbitre : Pessato |
| dimanche 8 décembre 1929 9e journée | Orsi 34e 59e · Zanni 54e |       | 7e Tansini | Campo di Corso Marsiglia, Turin 14h30 Arbitre : Pessato |

| dimanche 15 décembre 1929 10e journée | Bologne | 0 - 1        | Juventus | Stadio Littoriale, Bologne 14h30 Arbitre : Rovida |
| dimanche 15 décembre 1929 10e journée |         | 68e Munerati |          | Stadio Littoriale, Bologne 14h30 Arbitre : Rovida |

| dimanche 22 décembre 1929 11e journée | Juventus | 0 - 0 | Brescia | Campo di Corso Marsiglia, Turin 14h30 Arbitre : Guarnieri |
| dimanche 22 décembre 1929 11e journée |          |       |         | Campo di Corso Marsiglia, Turin 14h30 Arbitre : Guarnieri |

| dimanche 5 janvier 1930 12e journée | Triestina | 0 - 1   | Juventus | Stadio Montebello, Trieste 14h30 Arbitre : Dani |
| dimanche 5 janvier 1930 12e journée |           | 2e Orsi |          | Stadio Montebello, Trieste 14h30 Arbitre : Dani |

| dimanche 12 janvier 1930 13e journée | Roma                           | 2 - 3 | Juventus                                | Campo Testaccio, Rome 14h30 Arbitre : Carraro |
| dimanche 12 janvier 1930 13e journée | Benatti 33e · Chini 51e (pen.) |       | 15e Zanni · 20e Cevenini · 48e Munerati | Campo Testaccio, Rome 14h30 Arbitre : Carraro |

| dimanche 19 janvier 1930 14e journée | Juventus | 0 - 0 | Genova | Campo di Corso Marsiglia, Turin 14h30 Arbitre : Barlassina |
| dimanche 19 janvier 1930 14e journée |          |       |        | Campo di Corso Marsiglia, Turin 14h30 Arbitre : Barlassina |

| dimanche 26 janvier 1930 15e journée | Padoue                      | 2 - 1 | Juventus     | Stadio Silvio Appiani, Padoue 14h30 Arbitre : Malagodi |
| dimanche 26 janvier 1930 15e journée | Vecchina 18e · Prendato 80e |       | 35e Munerati | Stadio Silvio Appiani, Padoue 14h30 Arbitre : Malagodi |

| dimanche 16 février 1930 17e journée | Lazio | 0 - 1        | Juventus | Stadio Rondinella, Rome 14h30 Arbitre : Mastellari |
| dimanche 16 février 1930 17e journée |       | 55e Munerati |          | Stadio Rondinella, Rome 14h30 Arbitre : Mastellari |

- Phase retour

| dimanche 23 février 1930 18e journée | Naples            | 2 - 2 | Juventus               | Stadio Partenopeo, Naples 15h00 Arbitre : Turbiani |
| dimanche 23 février 1930 18e journée | Buscaglia 60e 64e |       | 3e Munerati · 15e Orsi | Stadio Partenopeo, Naples 15h00 Arbitre : Turbiani |

| dimanche 9 mars 1930 19e journée | Juventus                                   | 4 - 1 | Livourne     | Campo di Corso Marsiglia, Turin 15h00 Arbitre : Saini |
| dimanche 9 mars 1930 19e journée | Orsi 12e 63e · Varglien 55e · Munerati 57e |       | 33e Palandri | Campo di Corso Marsiglia, Turin 15h00 Arbitre : Saini |

| dimanche 16 mars 1930 20e journée | Juventus                      | 4 - 1 | Cremonese      | Campo di Corso Marsiglia, Turin 15h00 Arbitre : Sassi |
| dimanche 16 mars 1930 20e journée | Cesarini 3e 3e 3e · Zanni 15e |       | 30e Camisaschi | Campo di Corso Marsiglia, Turin 15h00 Arbitre : Sassi |

| mercredi 19 mars 1930 16e journée | Juventus        | 1 - 2 | Ambrosiana-Inter          | Campo di Corso Marsiglia, Turin 15h00 Arbitre : Carraro |
| mercredi 19 mars 1930 16e journée | Della Valle 56e |       | 32e Meazza · 61e Visentin | Campo di Corso Marsiglia, Turin 15h00 Arbitre : Carraro |

| dimanche 23 mars 1930 21e journée | Pro Patria | 0 - 1    | Juventus | Stadium, Busto Arsizio 15h00 Arbitre : Turbiani |
| dimanche 23 mars 1930 21e journée |            | 55e Orsi |          | Stadium, Busto Arsizio 15h00 Arbitre : Turbiani |

| dimanche 30 mars 1930 22e journée | Pro Vercelli | 1 - 0 | Juventus | Foro Boario, Verceil 15h00 Arbitre : Sassi |
| dimanche 30 mars 1930 22e journée | Gatti 43e    |       |          | Foro Boario, Verceil 15h00 Arbitre : Sassi |

| dimanche 13 avril 1930 23e journée | Juventus                       | 2 - 1 | Alexandrie   | Campo di Corso Marsiglia, Turin 15h00 Arbitre : Dani |
| dimanche 13 avril 1930 23e journée | Balossino 37e (csc) · Orsi 83e |       | 40e Cattaneo | Campo di Corso Marsiglia, Turin 15h00 Arbitre : Dani |

| dimanche 20 avril 1930 24e journée | Modène                 | 2 - 1 | Juventus     | Ex Velodromo, Modène 15h30 Arbitre : Scarpi |
| dimanche 20 avril 1930 24e journée | Mazzoni 47e · Aimi 73e |       | 91e Munerati | Ex Velodromo, Modène 15h30 Arbitre : Scarpi |

| dimanche 27 avril 1930 25e journée | Juventus         | 2 - 0 | Torino | Campo di Corso Marsiglia, Turin 15h30 Arbitre : Dani |
| dimanche 27 avril 1930 25e journée | Cesarini 19e 75e |       |        | Campo di Corso Marsiglia, Turin 15h30 Arbitre : Dani |

| dimanche 4 mai 1930 26e journée | Milan        | 1 - 1 | Juventus | Stadio San Siro, Milan 15h30 Arbitre : Mastellari |
| dimanche 4 mai 1930 26e journée | Torriani 86e |       | 2e Orsi  | Stadio San Siro, Milan 15h30 Arbitre : Mastellari |

| dimanche 18 mai 1930 27e journée | Juventus                    | 2 - 0 | Bologne | Campo di Corso Marsiglia, Turin 15h30 Arbitre : Lenti |
| dimanche 18 mai 1930 27e journée | Cesarini 30e · Varglien 55e |       |         | Campo di Corso Marsiglia, Turin 15h30 Arbitre : Lenti |

| dimanche 25 mai 1930 28e journée | Brescia                   | 2 - 2 | Juventus    | Stadio Comunale, Brescia 15h30 Arbitre : Gonani |
| dimanche 25 mai 1930 28e journée | Moretti 20e · Frisoni 65e |       | 6e 22e Orsi | Stadio Comunale, Brescia 15h30 Arbitre : Gonani |

| jeudi 29 mai 1930 29e journée | Juventus | 0 - 1          | Triestina | Campo di Corso Marsiglia, Turin 15h30 Arbitre : Rovida |
| jeudi 29 mai 1930 29e journée |          | 88e De Manzano |           | Campo di Corso Marsiglia, Turin 15h30 Arbitre : Rovida |

| dimanche 1er juin 1930 30e journée | Juventus                 | 2 - 1 | Roma         | Campo di Corso Marsiglia, Turin 15h30 Arbitre : Turbiani |
| dimanche 1er juin 1930 30e journée | Zanni 42e · Cesarini 43e |       | 2e Fasanelli | Campo di Corso Marsiglia, Turin 15h30 Arbitre : Turbiani |

| dimanche 8 juin 1930 31e journée | Genova                      | 2 - 0 | Juventus | Campo di Via del Piano, Gênes 15h30 Arbitre : Barlassina |
| dimanche 8 juin 1930 31e journée | Banchero 79e · Levratto 89e |       |          | Campo di Via del Piano, Gênes 15h30 Arbitre : Barlassina |

| dimanche 15 juin 1930 32e journée | Juventus             | 3 - 1 | Padoue    | Campo di Corso Marsiglia, Turin 15h30 Arbitre : Rovida |
| dimanche 15 juin 1930 32e journée | Cesarini 53e 69e 83e |       | 84e Lamon | Campo di Corso Marsiglia, Turin 15h30 Arbitre : Rovida |

| dimanche 29 juin 1930 33e journée | Ambrosiana-Inter      | 2 - 0 | Juventus | Stadio San Siro, Milan 15h30 Arbitre : Scarpi |
| dimanche 29 juin 1930 33e journée | Viani 32e · Conti 67e |       |          | Stadio San Siro, Milan 15h30 Arbitre : Scarpi |

| dimanche 6 juillet 1930 34e journée | Juventus                              | 3 - 1 | Lazio       | Campo di Corso Marsiglia, Turin 15h30 Arbitre : Guarnieri |
| dimanche 6 juillet 1930 34e journée | Orsi 16e · Gobetti 78e · Vojak II 87e |       | 36e Spivach | Campo di Corso Marsiglia, Turin 15h30 Arbitre : Guarnieri |

#### Classement
|  |    | Classement final 1929-1930 | Pts | MJ | V  | N | D | BP | BC | Dif |
|  | -- | -------------------------- | --- | -- | -- | - | - | -- | -- | --- |
|  | 1. | Ambrosiana-Inter           | 50  | 34 | 22 | 6 | 6 | 85 | 38 | +47 |
|  | 2. | Genova 1893                | 48  | 34 | 20 | 8 | 6 | 63 | 39 | +24 |
|  | 3. | Juventus                   | 45  | 34 | 19 | 7 | 8 | 56 | 31 | +25 |

### Matchs amicaux
| dimanche 1er septembre 1929 | Saluzzo        | 1 - 3 | Juventus         |  |
| dimanche 1er septembre 1929 | Buteur inconnu |       | Buteurs inconnus |  |

| dimanche 8 septembre 1929 | Novare           | 2 - 6 | Juventus         |  |
| dimanche 8 septembre 1929 | Buteurs inconnus |       | Buteurs inconnus |  |

| samedi 14 septembre 1929 | BSC Old Boys | 0 - 7            | Juventus |  |
| samedi 14 septembre 1929 |              | Buteurs inconnus |          |  |

| dimanche 15 septembre 1929 | Lugano           | 2 - 4 | Juventus         |  |
| dimanche 15 septembre 1929 | Buteurs inconnus |       | Buteurs inconnus |  |

| dimanche 22 septembre 1929 | Juventus         | 8 - 0 | BSC Old Boys |  |
| dimanche 22 septembre 1929 | Buteurs inconnus |       |              |  |

| dimanche 29 septembre 1929 | Munich | 0 - 8            | Juventus |  |
| dimanche 29 septembre 1929 |        | Buteurs inconnus |          |  |

| dimanche 1er décembre 1929 | Juventus         | 3 - 3 | Casale           |  |
| dimanche 1er décembre 1929 | Buteurs inconnus |       | Buteurs inconnus |  |

| mercredi 25 décembre 1929 | Juventus         | 2 - 0 | Wiener AC |  |
| mercredi 25 décembre 1929 | Buteurs inconnus |       |           |  |

| mercredi 1er janvier 1930 | Juventus et Torino | 2 - 1 | Hongrie        |  |
| mercredi 1er janvier 1930 | Buteurs inconnus   |       | Buteur inconnu |  |

## Effectif du club
Effectif des joueurs du Foot-Ball Club Juventus lors de la saison 1929-1930.

## Buteurs
| 15 buts - Raimundo Orsi 13 buts - Federico Munerati 10 buts - Renato Cesarini 6 buts - Giovanni Zanni | 4 buts - Mario Varglien 2 buts - Luigi Cevenini 1 but - Tommaso Caudera - Edmondo Della Valle - Giuseppe Gobetti - Oliviero Vojak |